# Digter
En digter, lyriker eller poet er en forfatter der skriver digte.
Det særlige ved den poetiske udtryksform er, at den er intens. Digterens lyst til sproglig eksperimenteren oplyser digtets budskab.